# Sweet Honey in the Rock
Sweet Honey in the Rock ist ein afro-amerikanisches weibliches A-cappella-Gesangsensemble. Die Gruppe wurde 1973 von Bernice Johnson Reagon (1942–2024) zusammen mit Carol Maillard, Louise Robinson und Mie in Washington, D.C. aus Mitgliedern der D. C. Black Repertory Theater Company gegründet. Im Laufe der Jahre hat die Besetzung des Chores mehrfach gewechselt.
Der Name leitet sich aus dem 81. Psalm (Ps 81,17 ) her. Die Gruppe steht in der afro-amerikanischer Musiktradition. Das Repertoire speist sich aus der schwarzen Kirchenmusik, den Sprechchören der Bürgerrechtsbewegung und Liedern des Kampfes um universelle Gerechtigkeit. Stilistisch umfasst sie Blues, Spirituals, traditionelle Gospelhymnen, Rap, Reggae, afrikanische Gesänge, Hip-Hop, alte Wiegenlieder und Jazzimprovisationen. Gelegentlich begleiten sich die Sängerinnen mit Perkussionsinstrumenten.
Die Gruppe unternimmt Konzertreisen in den USA und weltweit und hat mehrere Alben veröffentlicht.

## Aufnahmen
- Sweet Honey In The Rock, LP, Flying Fish 1976.
- B'Lieve I'll Run On...See What the End's Gonna B, LP, Redwood Records, 1978.
- Good News, LP, Flying Fish, 1981.
- We All...Everyone of Us, LP, Flying Fish, 1983.
- The Other Side, Flying Fish, CD, 1985.
- Feel Something Drawing Me On, CD, Flying Fish, 1985.
- Live at Carnegie Hall, CD, Flying Fish, 1988.
- Breaths, CD, 1988.
- All for Freedom, CD, Music for Little People, 1989.
- Breaths-Best of Sweet Honey In The Rock, Cooking Vinyl, 1989.
- In This Land, CD, EarthBeat! Music, 1992.
- Still on the Journey, CD, EarthBeat! Music, 1993.
- I Got Shoes, CD, Music for Little People, 1994.
- Sacred Ground, CD, EarthBeat! Music, 1995.
- Selections (1976-1988), 2 CDs, Rounder Records, 1997.
- ...Twenty five..., enhanced CD, Rykodisc, 1998.
- Still The Same Me, CD, 2000.
- Alive in Australia, CD, 2003.
- The Women Gather, CD, 2003.
- Endings and Beginnings, CD, 2004.
- Raise Your Voice, CD, 2005.